# هاري سميث (شاعر)
هاري سميث (بالإنجليزية: Harry Smith)‏ هو شاعر أمريكي، ولد في 15 أكتوبر 1936، وتوفي في 23 نوفمبر 2012.